# Мостовиця (Архангельська область)
Мостовиця (рос. Мостовица) — селище в Коноському районі Архангельської області Російської Федерації.
Населення становить 12 осіб. Входить до складу муніципального утворення Єрцевське сільське поселення.

## Історія
Від 2004 року входить до складу муніципального утворення Єрцевське сільське поселення.

## Населення
| 2002 | 2010 | 2012 |
| ---- | ---- | ---- |
| 47   | ↘15  | ↘12  |